# Hakea auriculata
Hakea auriculata är en tvåhjärtbladig växtart som beskrevs av Meissn.. Hakea auriculata ingår i släktet Hakea och familjen Proteaceae. Inga underarter finns listade i Catalogue of Life.